# Liste der Monuments historiques in Roulans
Die Liste der Monuments historiques in Roulans führt die Monuments historiques in der französischen Gemeinde Roulans auf.

## Liste der Immobilien
| Bezeichnung        | Beschreibung | Standort                    | Kennzeichnung | Schutzstatus | Datum | Bild           |
| ------------------ | --- | --------------------------- | ------------- | ------------ | ----- | -------------- |
| Château de Roulans | Burg, 12. Jahrhundert, nach der Französischen Revolution weitgehend zerstört, Ende des 19. Jahrhunderts teilweise rekonstruiert; mit den Terrassen und dem Landschaftspark | 9 rue Jean-de-Vienne (Lage) | PA00101719    | Inscrit      | 1995  | weitere Bilder |

## Liste der Objekte
| Bezeichnung                          | Beschreibung                                                                                           | Standort                       | Kennzeichnung | Schutzstatus | Datum | Bild |
| ------------------------------------ | --- | ------------------------------ | ------------- | ------------ | ----- | ---- |
| Gemälde Kruzifix                     | Ölfarbe auf Leinwand, Holzrahmen, 17. Jahrhundert                                                      | in der Kirche St-Michel (Lage) | PM25002374    | Inscrit      | 1992  |      |
| Gemälde Heilige Maria von Ägypten    | Ölfarbe auf Leinwand, vergoldeter Holzrahmen, 18. Jahrhundert                                          | in der Kirche St-Michel (Lage) | PM25002375    | Inscrit      | 1988  |      |
| Gemälde Krönung der heiligen Theresa | Ölfarbe auf Leinwand, 19. Jahrhundert; nach Jean-Baptiste de Champaigne                                | in der Kirche St-Michel (Lage) | PM25001564    | Classé       | 1992  |      |
| Gemälde Jesus und die Samariterin    | Ölfarbe auf Leinwand, 17. Jahrhundert; nach Annibale Carracci; vergoldeter Holzrahmen, 18. Jahrhundert | in der Kirche St-Michel (Lage) | PM25001286    | Classé       | 1988  |      |